# Russell Springs (Kansas)
Russell Springs es una ciudad ubicada en el condado de Logan en el estado estadounidense de Kansas. En el año 2010 tenía una población de 24 habitantes y una densidad poblacional de 12,63 personas por km².

## Geografía
Russell Springs se encuentra ubicada en las coordenadas 38°54′40″N 101°10′33″O / 38.91111, -101.17583 (38.911215, -101.175917).

## Demografía
Según la Oficina del Censo en 2000 los ingresos medios por hogar en la localidad eran de $23,750 y los ingresos medios por familia eran $25,000. Los hombres tenían unos ingresos medios de $18,125 frente a los $0 para las mujeres. La renta per cápita para la localidad era de $15,773. Alrededor del 0% de la población estaban por debajo del umbral de pobreza.